# Календар имунизације у Србији
Календар имунизације у Србији, је редослед давања вакцина у односу на узраст, и обавезан је програм заштите становништва од заразних болести, кроз који морају да прођу сва деца рођена на тероторији Републике Србије.

## Табеларни приказ плана имунизације[1]
| Узраст                                             | Врста вакцине | Надлежна установа            |
| -------------------------------------------------- | --- | ---------------------------- |
| На рођењу                                          | - BCG – против туберкулозе - ХБ – против хепатитиса Б (прва доза) + ХБИГ, | Породилиште                  |
| 2. месец                                           | - ХБ – против хепатитиса Б (друга доза) | Дом здравља                  |
| 3. месец (после навршена 2 месеца)                 | - ДТП – против дифтерије, тетануса и великог кашља (прва доза) - ОПВ – против дечје парализе (прва доза) - Хиб – против обољења која изазива хемофилус инфлуенце тип б (прва доза)                                            | Дом здравља                  |
| Са навршених 3,5 месеци                            | - ДТП – против дифтерије, тетануса и великог кашља (друга доза) - ОПВ – против дечје парализе (друга доза) - Хиб – против обољења која изазива хемофилус инфлуенце тип б (друга доза)                                         | Дом здравља                  |
| 5. месец (до навршеног 6. месеца)                  | - ДТП – против дифтерије, тетануса и великог кашља (трећа доза) - ОПВ – против дечје парализе (трећа доза) - Хиб – против обољења која изазива хемофилус инфлуенце тип б (трећа доза) - ХБ – против хепатитиса Б (трећа доза) | Дом здравља                  |
| 2. година (са навршених 12 до навршених 15 месеци) | - ММР – против малих богиња, заушки и рубеле | Дом здравља                  |
| 2. година (са навршених 17 до навршена 24 месеца)  | - ДТП – против дифтерије, тетануса и великог кашља (прва ревакцинација) - ОПВ – против дечје парализе (прва ревакцинација) | Дом здравља                  |
| 7. година (пре уписа у први разред ОШ)             | - ДТ – против дифтерије и тетануса (друга ревакцинација) - ОПВ – против дечје парализе (друга ревакцинација) - ММР – ревакцинација против малих богиња, заушки и рубеле                                                       | Дом здравља                  |
| 12. година (шести разред ОШ)                       | - ХБ – против хепатитиса Б (вакцинација школске деце која до тада нису вакцинисана са три дозе вакцине по шеми 0,1,6 месеци)                                                                                                  | Дом здравља у Основној школи |
| 14. година (осми разред OШ)                        | - дТ –против дифтерије и тетануса (трећа ревакцинација) - ОПВ – против дечје парализе (трећа ревакцинација) | Дом здравља у Основној школи |
| У 24. година (ревакцинација на 10 година)          | - ТТ – против тетануса (ревакцинација) | Дом здравља                  |

## Методолошка упутства
- У складу са посебним Стручно методолошким упутством током 2015. године може се примењивати DTP и OPV, као друга и трећа доза, и као прва ревакцина, за децу која су започела имунизацију током 2014. године.[1]
- Невакцинисана или непотпуно вакцинисана деца примају недостајуће дозе вакцина до одређеног узраста.[1]
- Вакцина против малих богиња, заушака и рубеле, апликује се до 14. године живота.[1]
- Вакцина против дифтерије, тетануса и дечије парализе апликује се до 18. године живота.[1]
- Ревакцинација против хемофилуса инфлуенце типа Б (ХИБ) спроводи се само у случају када је дете вакцинисано петовалентним вакцинама.[1]
- Вакцинација против хепатитиса Б спроводи се у 12. години, само за децу која нису вакцинисана у првој години живота са три дозе.[1]
- Измене и допуне Правилника о имунизацији које се односе на примену петовалентне вакцине важе од 01.01.2015. године.[1]